# Lázaro Cárdenas (municipi de Quintana Roo)
Lázaro Cárdenas és un municipi nou. Katunilkín és el cap de municipi i principal centre de població d'aquesta municipalitat. Aquest municipi es troba a la part nord de l'estat de Quintana Roo. Limita al nord amb els municipis de Golf de Mèxic, al sud amb Benito Juárez, a l'oest amb l'estat de Yucatán i a l'est amb el Isla Mujeres.